# CREAM (アルバム)
『CREAM』(クリーム)は、日本のガールズロックバンド、Mean Machineのデビュー・アルバム。2001年11月14日発売。

## 概要
Mean Machineの唯一のアルバム。発売前月にリリースされた1stシングル「スーハー」を収録。また発売翌月には収録曲の「Knock On You」が2枚目のシングルとしてリカットされた。マスタリングは田中三一が担当。初回仕様は三面デジパックとなっている。

## 収録曲
| #   | タイトル                   | 作詞                | 作曲                | 時間 |
| --- | -------------------------- | ------------------- | ------------------- | ---- |
| 1.  | 「スーハー」               | Ayumi・Chara        | Chara               | 2:40 |
| 2.  | 「Johnny Back」            | ちわきまゆみ・Ayumi | ちわきまゆみ        | 3:40 |
| 3.  | 「ラッキー☆スター」        | 有希・Ayumi         | 有希                | 3:06 |
| 4.  | 「甘いキャンディ」         | ちわきまゆみ        | ちわきまゆみ        | 4:19 |
| 5.  | 「マイ・リトル・バッグ」   | 有希・Ayumi         | 有希                | 2:46 |
| 6.  | 「Love Mission “M”」       | YUKARIE             | YUKARIE             | 3:46 |
| 7.  | 「手にのれ」               | Chara・Ayumi        | Chara               | 3:37 |
| 8.  | 「ペーパームーン」         | Chara・Ayumi        | Chara               | 5:18 |
| 9.  | 「あんたの気持ちのままで」 | ちわきまゆみ        | ちわきまゆみ        | 3:24 |
| 10. | 「Oue? D'accord?」         | YUKARIE             | YUKARIE             | 3:18 |
| 11. | 「JUST ONE DAY」           | ちわきまゆみ        | ちわきまゆみ        | 3:21 |
| 12. | 「そばにいれば」           | Ayumi               | Chara               | 5:17 |
| 13. | 「Knock On You」           | Ayumi・ちわきまゆみ | Chara・ちわきまゆみ | 4:38 |
| 14. | 「愛の手」                 | ちわきまゆみ        | ちわきまゆみ        | 3:55 |